# Société Pont-à-Mousson
Die Société Pont-à-Mousson, mit vollem Namen Société Anonyme des Hauts-Fourneaux et Fonderies de Pont-à-Mousson (AG für Hochöfen und Gießereien Pont-à-Mousson), ist ein ehemaliger französischer Industriekonzern. 1970 fusionierte der Konzern mit der Compagnie de Saint-Gobain. Die Kernaktivitäten des ehemaligen Konzerns leben noch heute als Saint Gobain PAM in Pont-à-Mousson fort, vor allem in der Herstellung von Gusseisenprodukten für die Wasserwirtschaft (Kanalisationen, Wasserrohre, Kanalisationsdeckel etc.).

## Unternehmensgeschichte

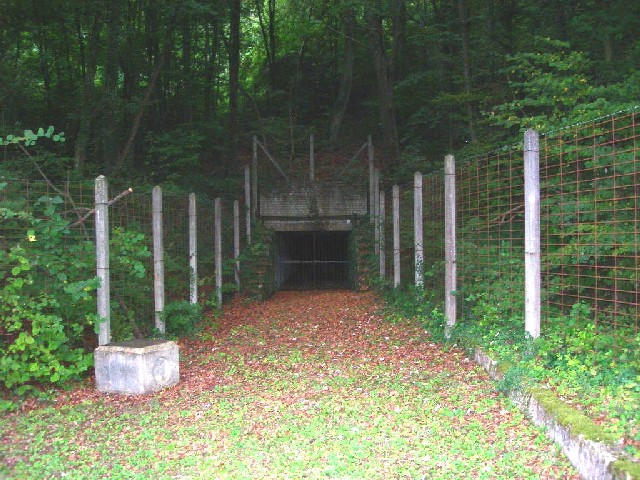
Eingang zur stillgelegten Mine von Marbache

1854 wurde im lothringischen Marbache (Département Meurthe-et-Moselle) eher zufällig – beim Bau einer Eisenbahnlinie – Eisenerz entdeckt.
Darauf entstanden 1856 in Marbache die Société des Mines de Marbache zur Gewinnung des Erzvorkommens und im nahen Pont-à-Mousson die Société Métallurgique zur Verhüttung, verbunden mit der im Bau befindlichen Bahn. Die damit eingeleitete Entwicklung erwies sich als positiv für die ganze Region.
1859 wurde Xavier Rogé in die Geschäftsleitung des Unternehmens gewählt.
Die Produktion von gusseisernen Rohren für Kanalisationssysteme begann 1866. Es folgte eine lange Phase der Marktentwicklung auch im Ausland.

### S.A. des Hauts-Fourneaux et Fonderies de Pont-à-Mousson
Mit der Einführung von Hochöfen 1886 ging die Reorganisation des Unternehmens zur Société Anonyme des Hauts-Fourneaux et Fonderies de Pont-à-Mousson einher. Gleichzeitig übernahm Rogé die alleinige Geschäftsleitung.

### Camille Cavallier
1901 wählte die Generalversammlung den Ingenieur Camille Cavallier (1854–1926) zum Nachfolger von Xavier Rogé als Präsident und alleiniger Geschäftsführer. In seiner langen Amtszeit, die bis kurz vor seinem Tod dauerte, entwickelte sich Pont-à-Mousson zu einem blühenden Industriekonzern mit zahlreichen Werken in Frankreich und später auch im Ausland. PAM exportierte 1913 in alle Kontinente und erzielte fast die Hälfte des Umsatzes im Ausland. Die Jahresproduktion lag bei 187.000 Tonnen, eingeschlossen jene des neuen Hochofens in Foug (Kanton Toul-Nord), der Eisenerz aus der Mine von Auboué (Kanton Homécourt) verarbeitete.
Mit dem nicht eingezogenen Personal (und der Hilfe seines Bruders Henri)? (ebenfalls ein Ingenieur und Absolvent des CNAM) belieferte PAM während der ganzen Zeit des Ersten Weltkriegs das französische Heer mit Kriegsmaterial. Wegen der Nähe Lothringens zur Front wurde in Saint-Étienne-du-Rouvray im Département Seine-Maritime ein neues Werk errichtet, dessen Leitung Cavalliers Schwiegersohn Marcel Paul übertragen wurde. Bei Kriegsende wurden etwa ein Fünftel der 15-5-cm-Granaten bei PAM in Foug produziert.
1919 übernahm PAM die Mehrheit an der Halbergerhütte mit Standorten in Saarbrücken und Ludwigshafen am Rhein und schloss sich mit dieser zu einer Interessengemeinschaft zusammen.

### Marcel Paul
Er war 1906 bei PAM eingetreten. 1928 begann in den französischen PAM-Werken und 1929–1931 in den deutschen Werken die Umstellung auf das Schleudergussverfahren mit horizontaler Drehachse.
Verformbares Gusseisen setzte sich ab 1948 auch bei PAM durch.

### Facel-Véga

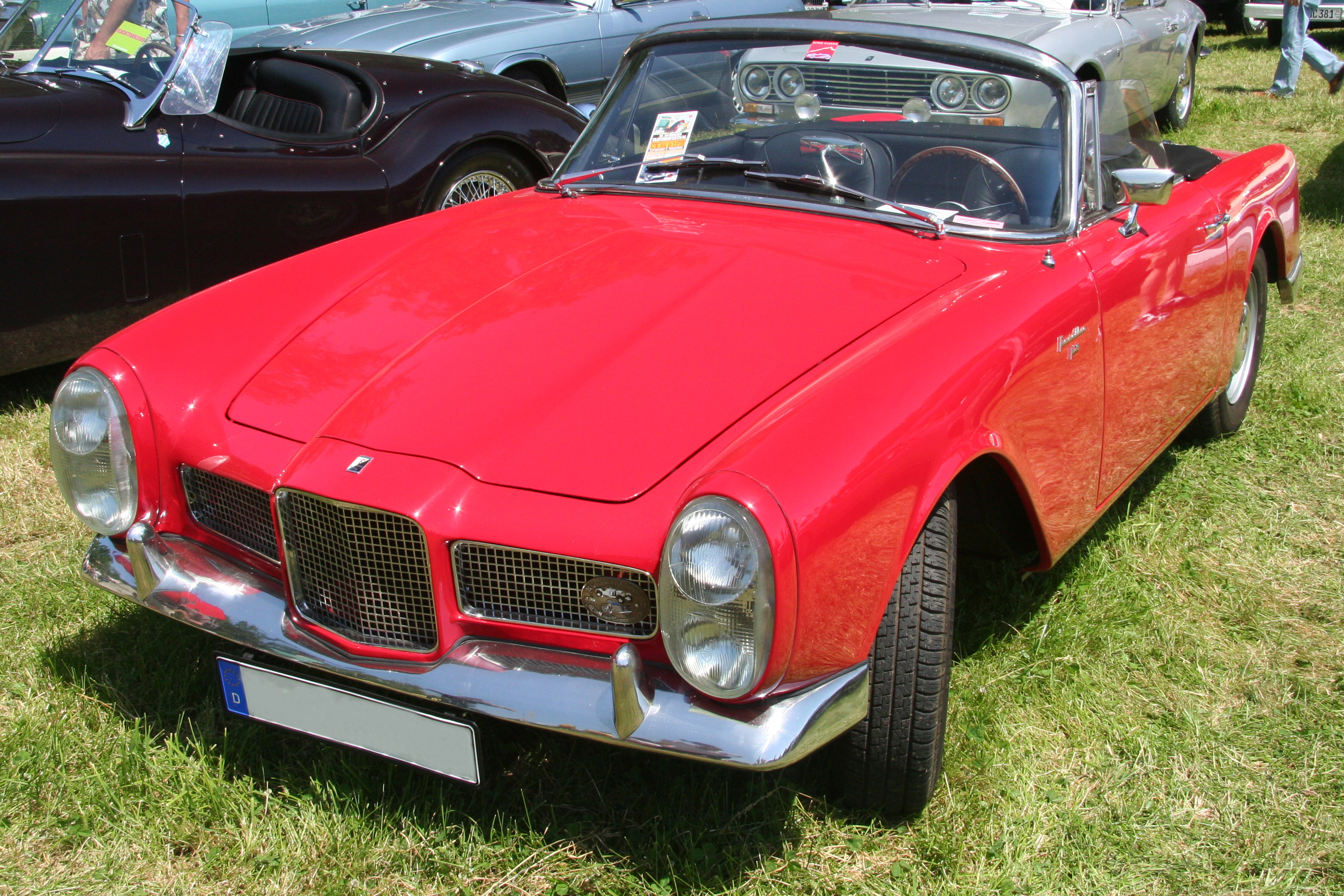
Facel Vega Facellia F2 Cabriolet (1961–1962 mit verbessertem Motor)

Wann PAM in die Produktion von Automobilkomponenten einstieg, ist unklar. Angeboten wurden unter anderem Handschaltgetriebe für Pkw. Auf Einladung des Inhabers und Geschäftsführers der Facel, Jean Daninos (1906–2001), beteiligte sich PAM 1959 an diesem 1939 gegründeten französischen Unternehmen der Metallverarbeitungsindustrie. Facel hatte 1953 die Produktion von Luxusautos der Marke Facel-Véga aufgenommen, für deren V8-Modelle PAM ebenfalls manuelle Getriebe und möglicherweise Trommelbremsen lieferte. Facel suchte Kapital, um das deutlich kleinere Volumenmodell Facellia produzieren zu können. Neben PAM investierten auch Hispano-Suiza und Mobil Oil France.
Pont-à-Mousson plante zu diesem Zeitpunkt einen Sechszylindermotor mit 2,8 Litern Hubraum und zwei obenliegenden Nockenwellen, den der italienische Ingenieur Carlo Marchietti entworfen hatte, der aber von Facel für sein großes Modell nicht akzeptiert worden war. Hiervon wurde nun ein Vierzylinderaggregat mit 1646 cm³ Hubraum abgeleitet (Bohrung × Hub: 82 × 78 mm), das zum anfänglichen Lastenheft des Facellia passte. Es sah vor, dass das Fahrzeug in die damalige französische Steuerklasse mit neun Steuer-PS passte. PAM lieferte Komponenten, darunter Grauguss-Motorblöcke und Aluminium-Zylinderköpfe, an das Facel-Werk in Puteaux, wo die Montage erfolgte. Selbstverständlich wurden Pont-à-Mousson Schaltgetriebe verwendet., die wie üblich einbaufertig verkauft wurden. Der Motor erwies sich als nicht standfest, eine verbesserte Version konnte den angeschlagenen Ruf des Modells und damit Facel nicht retten. Letztlich verlor PAM einen Kunden und viel Geld mit diesem Geschäft.

### Fusion mit Saint-Gobain

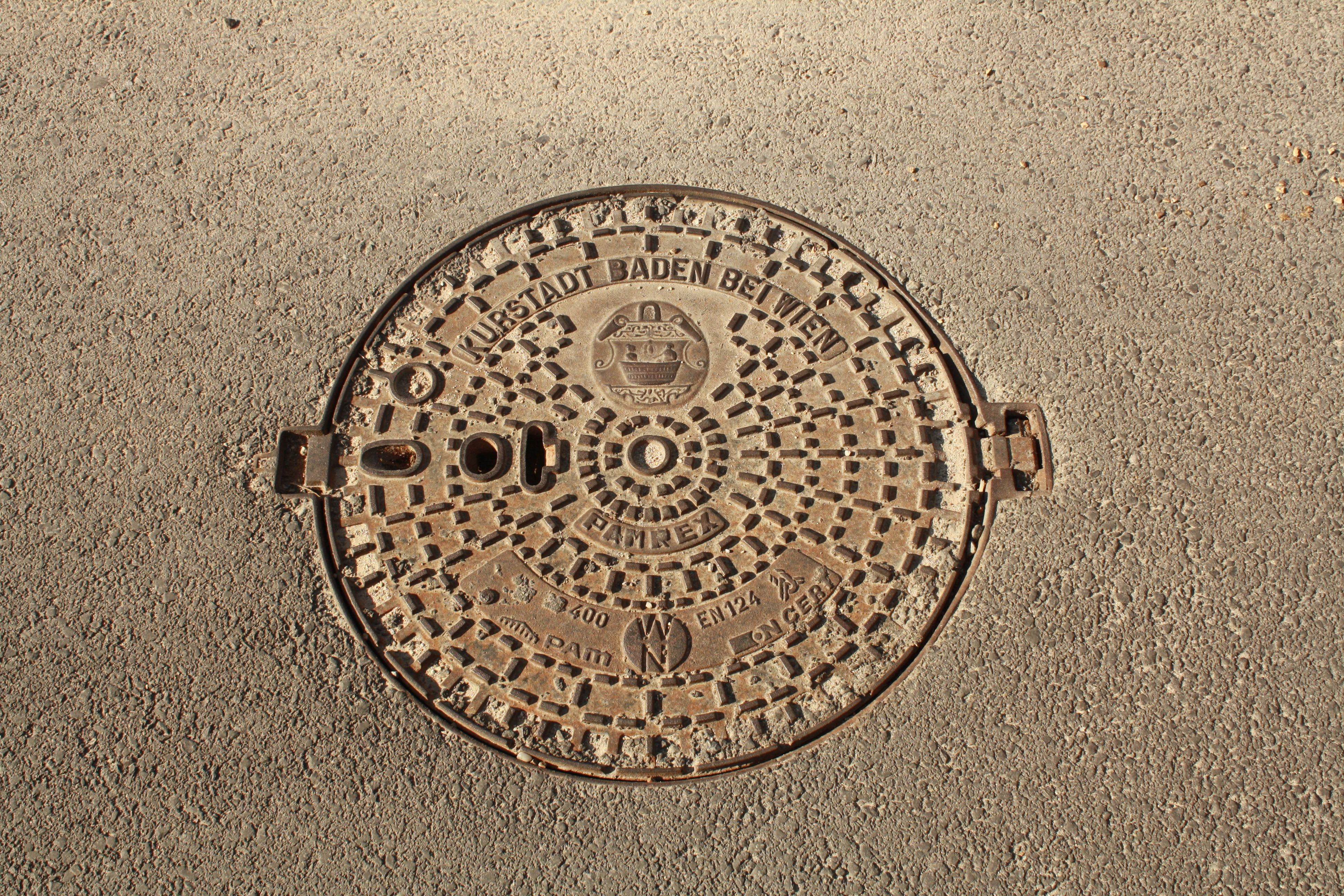
Kanaldeckel aus der Produktion der Société Pont-à-Mousson in Baden bei Wien (Österreich)

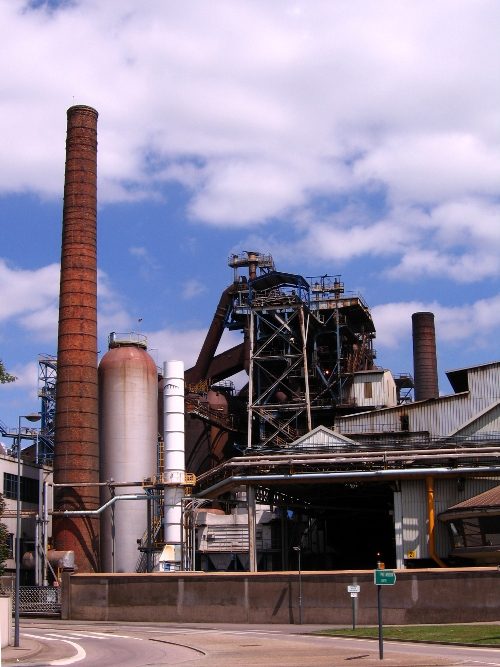
Hochofen der Saint-Gobain-Gruppe

1970 kam es zurr Fusion der Société Pont-à-Mousson mit dem Glashersteller Compagnie de Saint-Gobain; dieser befand sich in einer geschwächten Lage, da er 1968 einen feindlichen Übernahmeversuch des damaligen Konkurrenten BSN abgewehrt hatte. Die Fusion mit PAM, die von der französischen Regierung unter Georges Pompidou stark gefördert wurde, brachte eine Gruppe von Weltrang hervor. Pont-à-Mousson hatte zu Anbeginn mehr Gewicht im Konzern – es war der Chef von Pont-à-Mousson, der Saint-Gobain in den ersten 10 Jahren nach der Fusion leitete und von Grund auf reformierte; seither sank jedoch das Gewicht der ehemaligen Pont-à-Mousson Aktivitäten im Konzern. Saint-Gobain PAM (Name der Tochtergesellschaft die diese Aktivitäten bis heute weiterführt) ist nur noch eine Tochtergesellschaft unter unzähligen anderen im Konzern. Das einzige noch sichtbare Zeichen der Fusion ist die stilisierte Moselbrücke von Pont-à-Mousson im Logo von Saint-Gobain.